# Кригер, Роберт
Робби Кригер (англ. Robby Krieger, полное имя Роберт Алан Кригер, англ. Robert Alan Krieger; 8 января 1946, Лос-Анджелес) — американский гитарист и автор песен. Известен как гитарист группы The Doors.
По версии журнала Роллинг Стоун входит в сотню величайших гитаристов всех времён и занимает 76-ю позицию .

## Биография
Родился в Лос-Анджелесе, штат Калифорния, в еврейской семье
Кригер вспоминает, что с самого детства его окружала музыка.

В моём доме звучало много классической музыки. На самом деле первое, что мне понравилось из услышанного, так это «Петя и Волк» Прокофьева. Кажется, мне было около семи лет. Затем… я часто слушал рок-н-ролл по радио: Фэтс Домино, Элвис Пресли, «The Platters».

В возрасте десяти лет Кригер начал играть на трубе, однако ему быстро наскучил этот инструмент, и он «стал играть блюзы на фортепиано». Наконец в возрасте семнадцати лет взялся за гитару. В 18 лет у него появилась мексиканская гитара-«фламенко».
После окончания средней школы Кригер поступает в Калифорнийский университет, на факультет психологии. Он успешно совмещал обучение психологией и игру на гитаре в группе «The Psychedelic Rangers» («Психоделические рейнджеры»), где также играл будущий барабанщик «The Doors» Джон Денсмор.
Когда Джим Моррисон и Рэй Манзарек стали искать гитариста, Робби Кригер казался идеальной кандидатурой. Помимо игры на гитаре, в которой сочетался джаз, блюз, рок и мотивы фламенко, Робби стал вторым после Джима автором песен. Именно Кригером была написана знаменитая «Light my fire» (исключая органное соло, написанное Манзареком).
В начале 1969 года когда Джим отстранился от музыки, Кригер взял на себя руководство группой.
После роспуска The Doors в 1973 году Робби Кригер и Джон Денсмор создали «Butts Band». Дебютный альбом под названием «The Butts Band» 1974 года частично записывался на Ямайке, и в нём чувствовалось влияние регги. Однако вскоре группа оказалась на пороге распада. После изменений в составе был записан альбом «Here And Now», но вскоре группа всё же распалась.
В 2000 году Кригер выпустил инструментальный альбом Cinematix, записанный с участием Билли Кобэма и Эдгара Винтера.

## Дискография

### The Doors
см. Дискография The Doors

### Сольные альбомы
- 1977 — Robby Krieger & Friends
- 1983 — Versions
- 1985 — Robby Krieger
- 1989 — No Habla
- 1989 — Door Jams
- 2000 — Cinematix
- 2010 — Singularity
- 2020 — The Ritual Begins At Sundown

### The Butts Band
- 1974 — The Butts Band
- 1975 — Hear and Now